# Petar Lorini
Petar Lorini (Sali, 1850. − 1921.) je bio učitelj i visoki lokalni državni dužnosnik u gospodarstvu. Po zanimanju je bio učitelj.

## Životopis
Od godine 1897. bijaše prvi nadzornik ribarstva za Dalmaciju, Istru i Trst i Goričko primorje kod Pomorske vlade u Trstu. Na toj je dužnosti bio više od 15 godina. Bio je vrstan organizator i poznavatelj pitanja ribarstva istočnog Jadrana, autor djela Ribanje i ribarske sprave pri istočnim obalama Jadranskog mora. U vrijeme dok je bio nadzornik, podignuto je na istočnom Jadranu oko 20 novih tvornica za preradu ribe. Utemeljio je službu ribarske straže koja se od tada postavlja u glavnim ribarskim središtima. Po njemu se od godine 1973. zove osnovna škola u Salima u kojima je rođen. 

## Vanjske poveznice
- Petar Lorini Hrvatska tehnička enciklopedija, portal hrvatske tehničke baštine. LZMK